# Udzsangszan állomás
Udzsangszan (Ujangsan) állomás a szöuli metró 5-ös vonalának állomása, mely Kangszo-ku (Gangseo-gu) kerületben található. Nevét a közeli hegyről kapta.

## Viszonylatok
| 5-ös vonal                              | 5-ös vonal | 5-ös vonal                                                             |
| --------------------------------------- | ---------- | ---------------------------------------------------------------------- |
| Palszan (Balsan) Panghva (Banghwa) felé | fő vonal   | Hvagok (Hwagok) Szangil-tong (Sangil-dong) vagy Macshon (Macheon) felé |